# Lixus (sous-genre)
Pour les articles homonymes, voir Lixus.
Sous-genre
Lixus est un sous-genre d'insectes de la famille des Curculionidae, appartenant au genre Lixus.

## Liste d'espèces
Selon ITIS :
- Lixus amplexus Casey, 1891
- Lixus angustatus Fabricius, 1775
- Lixus asper LeConte, 1876
- Lixus aspericollis Chittenden, 1930
- Lixus buchanani Chittenden, 1930
- Lixus caudifer LeConte, 1876
- Lixus concavus Say, 1831
- Lixus flexipennis Chittenden, 1930
- Lixus fossus LeConte, 1876
- Lixus julichi Casey, 1891
- Lixus laramiensis Casey, 1891
- Lixus lateralis Say, 1831
- Lixus macer LeConte, 1876
- Lixus marginatus Say, 1831
- Lixus maritimus Fall, 1913
- Lixus merula Suffrian, 1871
- Lixus mucidus LeConte, 1876
- Lixus musculus Say, 1831
- Lixus nitidulus Casey, 1891
- Lixus obesulus Casey, 1891
- Lixus oregonus Casey, 1891
- Lixus parcus LeConte, 1876
- Lixus paraplecticus Linnaeus, 1758
- Lixus perforatus LeConte, 1876
- Lixus perlongus Fall, 1913
- Lixus pervestitus Chittenden, 1930
- Lixus placidus LeConte, 1876
- Lixus punctinasus LeConte, 1876
- Lixus rubellus Randall, 1838
- Lixus scrobicollis Boheman, 1836
- Lixus semivittatus Casey, 1891
- Lixus sobrinus Casey, 1891
- Lixus tenellus Casey, 1891
- Lixus terminalis LeConte, 1876